# 2A46 125mm滑腔砲

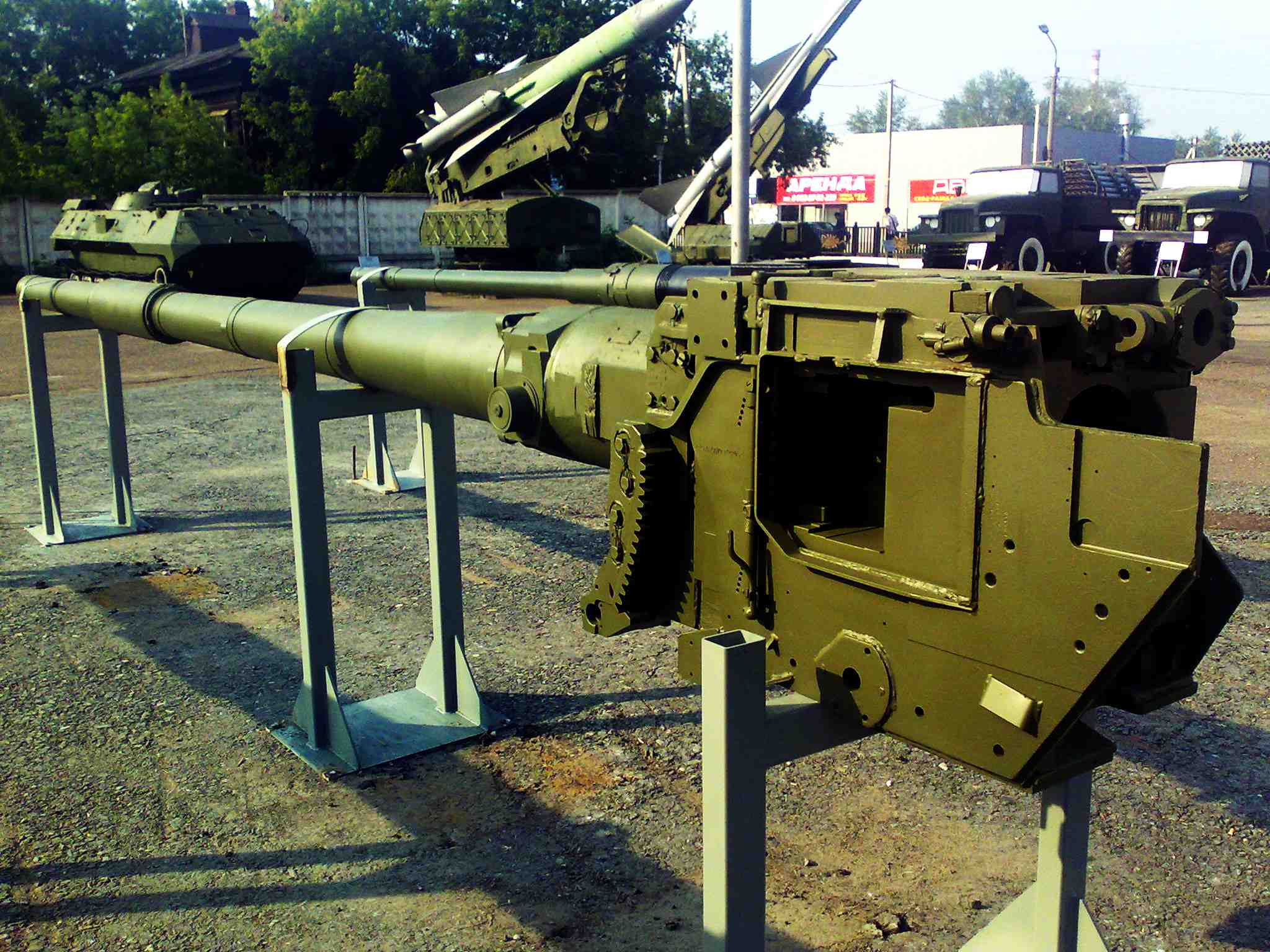
2A46M-1 125mm滑腔砲

2A26/2A46（ロシア語: 2А26/2A46）は、ソビエト連邦で開発された後装式滑腔砲。東側諸国の第3世代主力戦車における戦車砲のデファクトスタンダードとなっている。
なお、2A26/2A46とはロシア軍制式のGRAUコードであり、企業（現在は第9連邦国営単一企業）側の呼称はD-81T/D-81TM/D-81K（D-81Tは2A26/2A26M-2/2A46、D-81TMは2A46-1、D-81Kは2A46-2に対応）となっている。

## 概要
本砲は、T-62及びT-64で採用された2A20/21 115mm滑腔砲の後継砲として開発された。火力強化のため大口径化が行われた他、自動装填装置（2A20では自動排莢装置）も新型化された。T-64に搭載されていた2A21において採用されていた6ETs10（ロシア語：6ЭЦ10）型自動装填装置は、可動部の動作範囲が大きい垂直方式を採用していたために乗員を死傷させる事故を多発させたことから、2A26（L51）と2A46（L48）では6ETs10から機構を変更し装置の可動範囲を減少させた6ETs15（ロシア語：6ЭЦ15）型自動装填装置を導入した後、可動範囲の狭いドラム方式を採用した新型の6ETs40（ロシア語：6ЭЦ40）型自動装填装置が導入された。
6ETs40型自動装填装置においては、砲弾と装薬がドラムに収容されており、ドラムが回転して弾薬を装填位置に移動させたのち、アームが砲弾・装薬をそれぞれすくい上げて、閉鎖機内に装填する。装填プロセスの所要時間は弾薬の位置により異なり、3-18秒である。なお、T-64Bに搭載された2A46-2からはガンランチャーとしての性格も備えており、2A46-2では9M112 コブラ対戦車ミサイルを、改良型の2A46M（L51）以降では9M119 レフレークスを発射することができる。
2A26はT-64Aの初期型、2A26M-2（L51）はT-72の初期型や輸出型、2A46-1/2A46-2はT-64シリーズの中期型、2A46MはT-64シリーズの後期型とT-72、2A46M-1（L52）はT-80、2A46M-2（L51）と2A46M-4（L55）はT-80UM、2A46M-5（L55）はT-90Aに搭載されているほか、東側諸国で開発された主力戦車においても、多くが本砲の系列や派生型を採用している。
派生型として、2S25スプルート-SDの主砲である2A75や、T-14の主砲である2A82-1Mなどがある。2A45 125mm牽引式対戦車砲は、2A46系と弾薬を共通化している。また、中国は2A46Mを基にZPT-98 48口径125mm滑腔砲を開発した。

## 諸元・性能（2A46）
諸元
- 種別: 後装式滑腔砲
- 口径: 125mm
- 砲身長: 48口径長/6,000mm
- 重量: 2,500kg
- 全長: 6,383mm

作動機構
- 砲尾: 水平鎖栓式閉鎖機
- 砲架: 車載砲

性能
- 薬室圧力: 500 MPa (73,000 psi)
- 初速: 1,700-1,800メートル毎秒（砲弾により変化）
- 最大射程: 2,120m（直接照準、APFSDS）、10,000m（間接照準、HEF）

砲弾・装薬
- 弾薬: 分離装薬筒

## 搭載車両
西側規格の120mmL44滑腔砲と同等の火力でありながらコストが安いため、搭載している車両は120mm滑腔砲を搭載する車両より多い。
ただし、APFSDSは弾芯の長さに比例して貫通力が向上するため、西側諸国は砲口径はそのままに弾芯の長さを可能な限り長くして貫通力を増すという手法で火力強化を行い易いのに対し、T-72系列の戦車をはじめ本戦車砲を搭載する戦車の多くが砲塔や車体の構造やスペースの問題で分離式砲弾を採用していることと自動装填装置の機械的制約から、弾芯延長が困難であり、砲弾を含めた西側の120mm砲との総合的な性能の比較では若干不利となっている。
 ロシア
- T-64A
- T-72
- T-80
- T-80U
- T-90
- チョールヌイ・オリョール

 中華人民共和国
- 85-IIA式戦車
- 96式戦車
- 98式戦車
- 99式戦車
- VT-4

 ポーランド
- PT-91

 パキスタン
- アル・ハーリド

 ユーゴスラビア
- M-84

 セルビア
- M-84AS

 イラン
- ゾルファガール
- カラール